# إمبراطورية السيخ
كانت إمبراطورية السيخ قوة عظمى في شبه القارة الهندية تقع في الركن الجنوبي الشرقي من منطقة آسيا الوسطى، نشأت في ظل قيادة الماهراجا رانجيت سينغ الذي استولى على لاهور في عام 1799، وأسس الإمبراطورية حول منطقة البنجاب. استمرت الإمبراطورية في الفترة من 1799 حتى 1849 وتم تثبيتها على قواعد الخالصة من مجموعة من ولايات البنجاب. وفي ذروتها، في القرن التاسع عشر، امتدت الإمبراطورية السيخية من ممر خيبر بآسيا الوسطى في الغرب إلى كشمير في الشمال وإلى السند في الجنوب والتبت الغربية في الشرق.
ويمكن تحديد الأسس التي قامت عليها إمبراطورية السيخ في أوائل 1707، وبدأت من وفاة أورنكزيب وسقوط إمبراطورية المغول. ومع الضعف الملحوظ الذي أصاب إمبراطورية المغول، لاحت الفرص لجيش السيخ والمعروف باسم دال خالصة لإعادة ترتيب خالصة التي تم إنشاؤها بواسطة الغورو جوبيند سينغ ولشن الحملات ضدهم وأيضًا ضد الأفغان في الغرب. وقد أدى ذلك إلى نمو الجيش الذي انقسم إلى تحالفات مختلفة أو «ولايات» شبه مستقلة. تمكن كل قسم من هذه الجيوش، أو كل ولاية، من السيطرة على مناطق ومدن مختلفة. ومع ذلك، في الفترة من 1762-1799، بدا أن قادة ولايات السيخ سيطالبون بالاستقلال الذاتي واحدًا تلو الآخر.
وكانت البداية الرسمية لإمبراطورية السيخ مع اندماج هذه «الولايات» تحت قيادة رانجيت سينغ. وتم تتويجه في 12 أبريل 1801 (ليتزامن مع مهرجان البيساخي)، وإقامة دولة وسط آسيوية موحدة سياسيًا. وأجرى صاحب سينغ بيدي، سليل غورو ناناك ديف، مراسم التتويج. وصل رانجيت سينغ إلى سدة الحكم في فترة قصيرة جدًا، بعد أن كان مجرد قائد ولاية واحدة حتى أصبح في النهاية مهراجا أو أمير منطقة البنجاب. وبدأ بتحديث جيشه، وذلك باستخدام أحدث التدريبات والأسلحة والمدفعية. وبعد وفاة رانجيت سينغ، ضعفت الإمبراطورية نتيجة الانقسامات الداخلية وسوء الإدارة السياسية. وأخيراً، بحلول 1849 تم حل الدولة بعد هزيمتهم في الحروب الإنجليزية السيخية.
تم تقسيم إمبراطورية السيخ إلى أربع محافظات:لاهور وملتان وبيشاور وكشمير في الفترة من 1799 - 1849.

## الإمبراطورية
تأسست إمبراطورية السيخ رسميًا مع توحيد المثل بحلول عام 1801، ما أدى إلى إنشاء دولة سياسية موحدة. كان جميع قادة المثل، المنتسبين للجيش، من النبلاء ذوي الخلفيات العائلية الطويلة والمرموقة في تاريخ السيخ. كان الامتداد الجغرافي الرئيسيي للإمبراطورية من منطقة البنجاب إلى ممر خيبر في الغرب، وحتى كشمير في الشمال، والسند في الجنوب، والتبت في الشرق. تشير التقديرات إلى أن الديموغرافيا الدينية للإمبراطورية زادت قليلًا عن 10٪ إلى 12٪ من السيخ، مع 80٪ من المسلمين، وأقل من 10٪ من الهندوس. كان عدد السكان 3.5 مليون نسمة، وفقًا لكتاب أماريندر سينغ غروب الشمس الأخير: صعود وسقوط لاهور دوربار. تركز نحو 90٪ من السكان السيخ في ذلك الوقت، أكثر من نصف إجمالي السكان، في أعالي باري وجالاندهار وريتنا دوابس العليا، وتمركز في المناطق التي يتواجد فيها أكبر عدد منهم، نحو ثلث السكان في ثلاثينيات القرن التاسع عشر؛ عاش نصف السكان السيخ في هذه المنطقة الأساسية في المنطقة مقاطعتي لاهور وأمريتسار (لاحقًا). نقل رانجيت سينغ العاصمة إلى لاهور من جوجرانوالا، التي أسسها جده شارات سينغ عام 1763.
كان هاري سينغ نالوا رئيس أركان جيش خالسا منذ 1825 وحتى 1837، واشتهر بدوره في فتوحات قصور وسيالكوت وملتان وكشمير وأتك وبيشاور. قاد نالوا جيش السيخ في تحرير شجاع شاه الدراني من الكشميريين وحصل على ألماسة كوه نور للمهراجا رانجيت سينغ. وقد شغل منصب حاكم كشمير والهزارة، وأنشأ دار سك العملة نيابةً عن إمبراطورية السيخ لتسهيل تحصيل الإيرادات. واستخدم الراج البريطاني فيما بعد سياسته الحدودية المتمثلة في الاحتفاظ بممر خيبر. كان نالوا المسؤول عن توسيع حدود إمبراطورية السيخ حتى نهر السند. وصلت الحدود الغربية لإمبراطورية السيخ حتى ممر خيبر خلال سنواته الأخيرة.

### السياسة
تميزت إمبراطورية السيخ بسماحها للرجال من ديانات أخرى غير دياناتهم بالحصول على مناصب قيادية في السلطة.
كان الإخوة فقير مستشارين ومساعدين شخصيين موثوقين بالإضافة لكونهم أصدقاءً مقربين لرانجيت سينغ، ولا سيما فقير عزيز الدين، الذي شغل منصبي وزير خارجية الإمبراطورية ومترجم المهراجا، كما لعب أدوارًا أخرى بذات الأهمية، كمفاوضاته مع البريطانيين، والتي أقنع خلالها رانجيت سينغ بالحفاظ على العلاقات الدبلوماسية مع البريطانيين وعدم الدخول في حرب معهم عام 1808، حيث تحركت القوات البريطانية على طول نهر سوتليج تبعًا للسياسة البريطانية المتمثلة في تقييد رانجيت سينغ شمال النهر، ووضع سوتليج كحدود فاصلة بين الإمبراطوريتين السيخية والبريطانية؛ التفاوض مع دوست محمد خان أثناء محاولته الفاشلة لاستعادة بيشاور، وضمان خلافة العرش خلال أيام المهراجا الأخيرة بالإضافة إلى العناية به بعد إصابته بسكتة دماغية، وكذلك المهام العسكرية الاعتيادية طوال حياته المهنية. قُدم الإخوة فقير إلى المهراجا عندما استُدعي والدهم، غلام محي الدين، وهو طبيب، لعلاج أحد أمراض العين التي أصيب المهراجا بها بعد وقت قصير من استيلائه على لاهور.
الأخوين فقير الآخرين هما إمام الدين، أحد مسؤولي إدارة المهراجا الرئيسيين، ونور الدين، الذي شغل منصب وزير الداخلية والطبيب الشخصي للمهراجا، كما قدم له (جاغير).
كان رانجيت سينغ يزور أضرحة الشخصيات المقدسة من الأديان الأخرى في كل عام أثناء وجوده في أمريتسار، بما في ذلك العديد من القديسين المسلمين، الأمر الذي لم يعتبره حتى أكثر السيخيين تدينًا إساءةً لهم. وفقًا لما نقله فقير نور الدين، صدرت أوامر بمعاملة الناس من جميع الطوائف والمهن والمستويات الاجتماعية على قدم المساواة، ووفقًا لمذاهب عقيدتهم بما يتناسب مع تعاليم الشاسترا والقرآن، وكذلك الأمر بالنسبة للسلطات المحلية مثل القضاة وبانشيس (مجالس الشيوخ المحلية)، بالإضافة إلى حظر الحيازة القسرية لأراضي الآخرين أو المنازل المأهولة المراد هدمها. بُنيت محاكم خاصة بالمسلمين تحكم وفقًا للشريعة الإسلامية في الأمور الشخصية، ومحاكم عامة يشغلها موظفون قضائيون أقاموا العدالة بموجب القانون العرفي للمقاطعات والمجموعات الاجتماعية العرقية، وكانت مفتوحةً لجميع من أرادوا أن يحكمهم القانون الديني العرفي، سواء كان هندوسيًا أو سيخيًا أو مسلمًا.
كان إعادة افتتاح مكاتب القاضي والمفتي التي كانت سائدة في زمن المغول من أوائل أعمال رانجيت سينغ بعد الاستيلاء على لاهور في عام 1799. عُين كازي نظام الدين للبت في القضايا الزوجية بين المسلمين، في حين كُلف المفتيين محمد شاهبوري وسعد الله شيشتي بصلاحيات صياغة سندات الملكية المتعلقة بنقل الممتلكات غير المنقولة. أعيد تقديم نظام المحل دار القديم في كل محلة أو حي برئاسة أحد أعضائه. فُوض مكتب كوتوال، أو حاكم الشرطة، إلى المسلم إمام بَخش.
اختير الجنرالات أيضًا من ضمن مجموعة متنوعة من المجتمعات، فإلى جانب جنرالات سيخيين بارزين مثل هاري سينغ نالوا، وفاتح سينغ دوليوالا، ونيهال سينغ أتاريوالا، وشاتار سينغ أتاريوالا، وفاتح سينغ كاليانوالا، كان هناك جنرالات هندوس مثل ديوان مخام شاند نيار وابنه وحفيده ومسر ديوان تشاند نايار. مع بعض الجنرالات المسلمين مثل إلهي بخش وميان غاوس خان. وقد كان أحد الجنرالات، بالبهادرا كونوار، جيركا نيبالي، وضمت المجموعة جنرالات أوروبيين مثل جان فرانسوا ألارد، وجان بابتيست فينتورا، وباولو أفيتابيلي. ومن بين الجنرالات البارزين الآخرين في جيش خالسا كل من فير سينغ ديلون، وشام سينغ أتاريوالا، وماهان سينغ ميربوري، وزوراوار سينغ كالوريا.
حُظر ذبح الأبقار، الأمر الذي يمكن أن يكون له علاقة بالمشاعر الهندوسية، في سركار خالساجي. كما تبرع رانجيت سينغ بكميات كبيرة من الذهب لطلاء قبة معبد كاشي فيشواناث.
حاول السيخ عدم الإساءة إلى تحيزات المسلمين، ومع ذلك وُصفوا أنهم قساة وفق ما أشار إليه البارون فون هوجل، عالم النبات والمستكشف النمساوي. في هذا الصدد، ربما يكون تفسير ماسون أكثر صلةً بالموضوع: «على الرغم من أن السيخ، مقارنة بالأفغان، كانوا معتدلين ويمارسون سياسةً وقائيةً، إلا أنه لم يكن هناك مزايا يمكن أن تعوض رعاياهم المحمدين، الذين اعتبروا أنفسهم خاضعين للكفار، على الرغم من حظر ذبح الأبقار وتكرار الأذان أو الدعوة للصلاة».

## وصلات خارجية
- Article on Coins of the Sikh Empire
- Sikh Confederacy
- Confederacy of Punjab
- Sikh Kingdom of Ranjit Singh
- Battle of Jamrud